# Melphidippa macrura
Melphidippa macrura is een vlokreeftensoort uit de familie van de Melphidippidae. De wetenschappelijke naam van de soort is voor het eerst geldig gepubliceerd in 1894 door Sars.